# 桨翼鲎属
桨翼鲎属（学名：Erettopterus）是翼肢鲎科的一属。

## 下属物种
本属包括以下物种：
- 欧西利亚桨翼鲎 Erettopterus osiliensis Schmidt, 1883
- 曲靖桨翼鲎 Erettopterus qujingensis